# Valtasaari (ö, lat 64,81, long 27,65)
Valtasaari är en ö i Finland. Den ligger i sjön Vihajärvi och i kommunen Puolango i den ekonomiska regionen  Kehys-Kainuu  och landskapet Kajanaland, i den centrala delen av landet, 500 km norr om huvudstaden Helsingfors. Öns area är 4 hektar och dess största längd är 320 meter i sydväst-nordöstlig riktning.